# Paul McCartney's Liverpool Oratorio
Paul McCartney's Liverpool Oratorio è l'undicesimo album in studio di Paul McCartney e il primo di musica colta pubblicato nel 1991.

## Descrizione
Composto in collaborazione con Carl Davis in commemorazione del 150º anniversario della nascita della Royal Liverpool Philharmonic Orchestra, il progetto ricevette una grande attenzione mediatica durante la sua prima esecuzione pubblica nel giugno 1991, essendo la prima seria incursione nel territorio della cosiddetta "musica colta" da parte di un ex Beatles.
La reazione commerciale all'opera fu piuttosto buona, il disco passò diverse settimane in testa alle principali classifiche di musica classica di tutto il mondo, e arrivò persino a piazzarsi alla posizione numero 177 nella classifica pop statunitense.
L'opera, in parte cantata e in parte strumentale, è strutturata in otto movimenti diversi che ripercorrono in maniera autobiografica i momenti salienti della vita di McCartney, dalla nascita durante la seconda guerra mondiale (WAR), all'infanzia (SCHOOL), dalla nascita del primo figlio (FATHER), al matrimonio (WEDDING) e al successo nella carriera artistica (WORK), ecc.

## Tracce
Tutte le composizioni sono opera di Paul McCartney e Carl Davis. I primi quattro movimenti sono sul primo disco, i secondi quattro sul disco due.

### I Movimento:WAR
1. Andante (Orchestra) – 2:02
2. Non nobis solum – 2:35
3. The Air Raid Siren Slices Through... (Shanty) – 2:09
4. Oh Will It All End Here? (Shanty) – 1:36
5. Mother And Father Holding Their Child – 1:16

### II Movimento:SCHOOL
1. We're Here In School Today To Get A Perfect Education – 2:10
2. Walk In Single File Out Of The Classroom (Headmaster) – 1:02
3. Settle Down – 0:40
4. Kept In Confusion (Shanty) – 2:35
5. I'll Always Be Here (Mary Dee) – 1:35
6. Boys, This Is Your Teacher (Headmaster, Miss Inkley) – 1:23
7. Tres conejos (Miss Inkley, Headmaster, Shanty) – 1:50
8. Not For Ourselves (Headmaster, Miss Inkley, Shanty) – 0:55

### III movimento:CRYPT
1. And So It Was That I Had Grown (Shanty) – 0:48
2. Dance – 1:44
3. I Used To Come Here When This Place Was A Crypt (Shanty, Preacher) – 1:58
4. Here Now (Shanty) – 0:46
5. I'll Always Be Here (Mary Dee, Shanty) – 2:24
6. Now's The Time To Tell Him (Mary Dee, Shanty)  – 2:21

### IV Movimento:FATHER
1. Andante Lamentoso – 2:59
2. O Father, You Have Given... (Chief Mourner) – 1:05
3. (Ah) – 1:13
4. Hey, Wait A Minute (Shanty) – 1:44
5. Father, Father, Father (Shanty, Chief Mourner) – 4:12

### V Movimento:WEDDING
1. Andante Amoroso - I Know I Should Be Glad Of This (Shanty, Mary Dee) – 5:42
2. Father, Hear Our Humble Voices (Preacher) – 1:13
3. Hosanna, Hosanna (Mary Dee, Shanty) – 1:40

### VI Movimento:WORK
1. Allegro Energico  – 1:20
2. Working Women At The Top (Mary Dee) – 2:52
3. Violin Solo  – 5:05
4. Did I Sign The Letter... (Mary Dee)  – 1:34
5. Tempo I – 0:30
6. When You Ask A Working Man (Shanty, Mr. Dingle) – 1:34
7. Let's Find Ourselves A Little Hostelry (Mr. Dingle)  – 2:04

### VII Movimento:CRISES
1. Allegro Molto – 0:54
2. The World You're Coming Into (Mary Dee) – 2:28
3. Tempo I – 0:45
4. Where's My Dinner? (Shanty, Mary Dee) – 2:40
5. Let's Not Argue (Shanty, Mary Dee) – 0:31
6. I'm Not A Slave (Mary Dee, Shanty) – 0:52
7. Right! That's It! (Mary Dee) – 0:49
8. Stop. Wait. – 2:03
9. Do You Know Who You Are... (Nurse) – 3:36
10. Ghosts Of The Past Left Behind (Nurse, Shanty, Mary Dee) – 3:08
11. Do We Live In A World... (Mary Dee, Nurse, Shanty) – 3:18

### VIII Movimento:PEACE
1. And So It Was That You Were Born (Shanty) – 1:22
2. God Is Good – 1:26
3. What People Want Is A Family Life (Preacher) – 2:17
4. Dad's In The Garden (Nurse, Mary Dee, Preacher, Shanty) – 3:13
5. So On And On The Story Goes (Shanty, Mary Dee) – 1:06

## Musicisti
- Royal Liverpool Philharmonic Orchestra
- Royal Liverpool Philharmonic Choir
- Liverpool Cathedral Choiristers
- Carl Davis - direttore d'orchestra
- Ian Tracey - direttore d'orchestra
- Kiri Te Kanawa - soprano
- Jerry Hadley - tenore
- Sally Burgess - mezzosoprano
- Willard White - baritono